# Olympische Sommerspiele 1980/Teilnehmer (Tansania)
| Gelbes Symbol für Goldmedaillen mit stilisierten Olympischen Ringen | Graues Symbol für Silbermedaillen mit stilisierten Olympischen Ringen | Braundes Symbol für Bronzemedaillen mit stilisierten Olympischen Ringen |
| ------------------------------------------------------------------- | --------------------------------------------------------------------- | ----------------------------------------------------------------------- |
| —                                                                   | 2                                                                     | —                                                                       |

Tansania nahm an den Olympischen Sommerspielen 1980 in Moskau mit einer Delegation von 41 Athleten (36 Männer und 5 Frauen) an 22 Wettkämpfen in drei Sportarten teil. Die Leichtathleten Suleiman Nyambui über 5000 Meter und Filbert Bayi über 3000 Meter Hindernis gewannen jeweils mit Silber die beiden einzigen Medaillen Tansanias bei den Spielen.

## Teilnehmer nach Sportarten

### Boxen
- Emmanuel Mlundwa
Fliegengewicht: im Achtelfinale ausgeschieden

- Geraldi Issaick
Bantamgewicht: im Viertelfinale ausgeschieden

- Isaack Mabushi
Federgewicht: in der 1. Runde ausgeschieden

- Omari Golaya
Leichtgewicht: im Achtelfinale ausgeschieden

- William Lyimo
Halbweltergewicht: im Viertelfinale ausgeschieden

- Lucas Msomba
Weltergewicht: im Achtelfinale ausgeschieden

- Leonidas Njunwa
Halbmittelgewicht: im Viertelfinale ausgeschieden

- Michael Nassoro
Halbschwergewicht: im Achtelfinale ausgeschieden

- Willie Isangura
Schwergewicht: im Achtelfinale ausgeschieden

### Hockey
- 6. Platz
Jasbir Virdee
Patrick Toto
Abraham Sykes
Jaypal Singh
Rajabu Rajab
Julius Peter
Anoop Mukundan
Benedict Mendes
Youssef Manwar
Mohamed Manji
Islam Islam
Taher Ali Hassan Ali
Leopold Gracias
Frederick Furtado
Stephen Da Silva
Soter Da Silva

### Leichtathletik
Männer
- David Lukuba
100 m: im Vorlauf ausgeschieden
200 m: im Vorlauf ausgeschieden

- Mwalimu Ally
100 m: im Vorlauf ausgeschieden
200 m: im Vorlauf ausgeschieden

- Peter Mwita
100 m: im Vorlauf ausgeschieden

- Musa Luliga
800 m: im Halbfinale ausgeschieden

- Suleiman Nyambui
5000 m: Silber

- Zakariah Barie
5000 m: im Halbfinale ausgeschieden
10.000 m: im Vorlauf ausgeschieden

- Leodigard Martin
10.000 m: im Vorlauf ausgeschieden
Marathon: 23. Platz

- Emmanuel Ndiemandoi
Marathon: 14. Platz

- Gidamis Shahanga
Marathon: 15. Platz

- Filbert Bayi
3000 m Hindernis: Silber

- Zakayo Malekwa
Speerwurf: 16. Platz

Frauen
- Nzaeli Kyomo
100 m: im Vorlauf ausgeschieden
200 m: im Halbfinale ausgeschieden

- Mosi Alli
100 m: im Vorlauf ausgeschieden
200 m: im Vorlauf ausgeschieden

- Mwinga Mwanjala
800 m: im Vorlauf ausgeschieden
1500 m: im Vorlauf ausgeschieden

- Lilian Nyiti
800 m: im Vorlauf ausgeschieden

- Marcellina Emmanuel
1500 m: im Vorlauf ausgeschieden